# Iglesia de San Jacinto (Sevilla)
La iglesia de San Jacinto de Sevilla (Andalucía, España) es el templo de un convento dominico fundado en el siglo XVII. Se encuentra en la esquina de las calles San Jacinto y Pagés del Corro, en el barrio de Triana.

## Convento de la Candelaria y San Jacinto

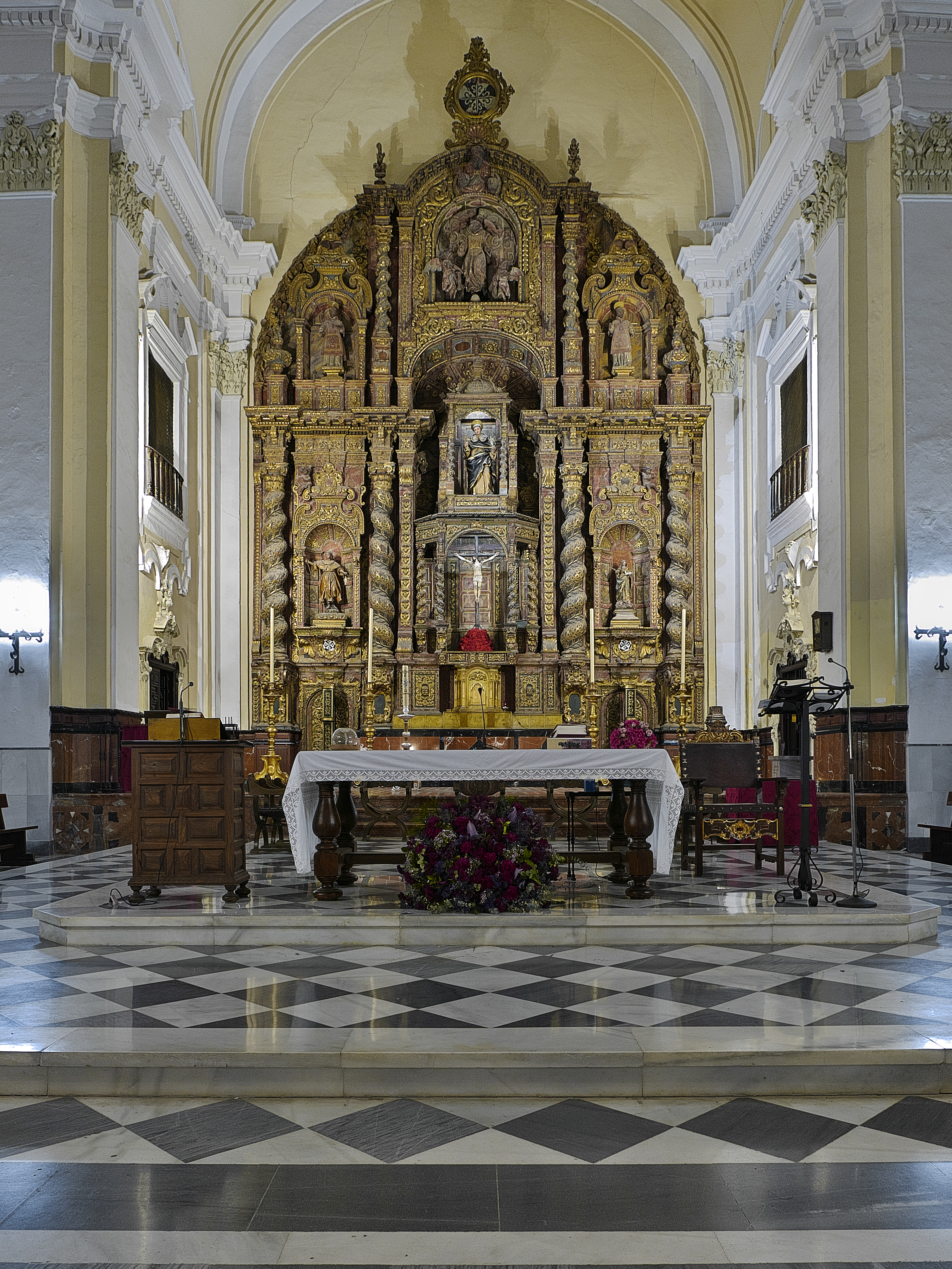
Capilla Mayor

El presbítero Baltasar de Brun y Silveira era un vecino acaudalado de Sevilla. Sus padres eran Antonio de Brun y Bárbola de Silveyra, de la isla de Fayal, en las Azores. Baltasar de Brun quiso fundar un convento en una parcela propia del paraje de Cantalobos, situado entre el Hospital de San Lázaro y la fuente del Arzobispo. Al principio quiso que fuera de los premonstratenses, pero finalmente decidió que este fuera de los dominicos. Esto fue autorizado por el provincial de la orden, Alonso Romero, y el arzobispo, Fernando Niño de Guevara, en 1603. El convento, que tuvo como titular a San Jacinto, contaba con una iglesia y una casa en la que vivieron un buen número de religiosos. Baltasar de Brun vivió en el mismo hasta su fallecimiento, en 1609.
El convento se encontraba cerca del río Guadalquivir, en una zona inundable con las crecidas, y lejos de la ciudad, lo que no lo hacía apropiado para albergar el centro de enseñanza que su patrono Baltasar de Brun había dispuesto en su testamento. Por esto, los dominicos se trasladaron a donde se encontraban la ermita y el hospital de Nuestra Señora de la Candelaria, en el barrio de Triana. Este conjunto pertenecía a la Hermandad de Nuestra Señora de la Candelaria, que le cedió estos inmuebles a la orden en 1651 a cambio, entre otras cosas, de que la Virgen de la Candelaria figurara en el altar mayor de la iglesia, fuese titular del convento, y que la hermandad pudiera celebrar sus cultos en el templo y que en él se diese sepultura a Bartolomé de Oro Urrialdua, fundador de la hermandad, y a su familia.
En el convento se impartían clases de gramática, teología y artes. Los priores de los conventos de San Pablo y Porta Coeli visitaban periódicamente el lugar para asegurarse de que se cumplía con el testamento del patrono y recibían seis ducados como pago por realizar la inspección. El centro albergaba hasta cuarenta alumnos. En 1779 constan en el convento una cátedra de Latinidad y otra de Teología Moral. En el convento solía haber unos veinticinco religiosos.
Los dominicos construyeron su iglesia conventual en este lugar en el siglo XVII. Esta se desplomó el 30 de mayo de 1730, por lo que hubo de levantarse otra nueva. El diseño del nuevo templo probablemente sea de Matías José de Figueroa, que dirigió las obras hasta 1740. Las obras fueron continuadas por un desconocido maestro de albañilería de la Audiencia. Dos años después, en 1742, una de las bóvedas se vino abajo, pero las obras siguieron adelante, y en 1774 la comunidad comunicó al cabildo eclesiástico que ya se encontraban concluidas.
La iglesia fue inaugurada el 29 de enero de 1775.
En 1810, con la invasión francesa de Sevilla, el convento fue exclaustrado y usado como establo. Los frailes regresaron en 1813. En 1833 se estableció aquí una casa de curación del hospital provincial para tratar a enfermos de una epidemia de cólera, por lo que los frailes se trasladaron al convento de San Pablo. Los religiosos regresaron posteriormente. Finalmente, el convento fue desamortizado en 1835.
La iglesia se mantuvo abierta a cargo de un capellán. En 1844 se construyó donde habían estado las dependencias del convento el teatro Guadalquivir, que fue dirigido por el antiguo actor Joaquín Calderi. Con el régimen surgido de la Revolución de 1868, entre 1868 y 1869 el convento pasó a ser propiedad municipal y se instalaron en él oficinas y una escuela de primaria, para lo cual se derribaron algunas dependencias conventuales.
El arzobispo Enrique Almaraz Santos le entregó de nuevo la iglesia a los dominicos en 1909. Los dominicos construyeron junto a la misma un nuevo convento. El cardenal arzobispo José María Bueno Monreal le otorgó a esta iglesia el rango de parroquia en 1966.

## Descripción
El templo se organiza a partir de una planta rectangular muy alargada, que cuenta con tres naves y crucero. Las naves laterales se cubren con bóvedas de arista, mientras que la central lo hace a través de una bóveda de cañón compartimentada por arcos fajones y con lunetos entre los tramos. 
En el centro del crucero dispone de una gran cúpula con tambor sobre pechinas, realizada con nervios dobles enmarcados por líneas ondulantes que apoyan sobre columnas pareadas salomónicas acanaladas en su tercio inferior.
El edificio responde de lleno a su traza del siglo XVIII. Acabado en ladrillo avitolado y en colores almagra y ocre. En la fachada principal hay un gran óculo y la esbelta portada barroca. La portada cuenta con un arco de medio punto dentro del cual hay un frontispicio con una hornacina.
Cuenta con una espadaña en ángulo recto con respecto a la fachada principal. Su diseño barroco recuerda a otra similar, de Leonardo de Figueroa, padre de Matías José, para la Iglesia de la Magdalena de esta misma ciudad.

## Hermandades
La Hermandad de la Candelaria, que había cedido la ermita a los dominicos, mantuvo su sede en la iglesia conventual.
En 1560 se fundó en el Convento de la Victoria, de la Orden de Mínimos de San Francisco de Paula, la Hermandad de Nuestra Señora de la Estrella y San Francisco de Paula, por personas dedicadas a los viajes a las Indias y a carenar bajeles. Los mínimos les cedieron un lugar anejo a la iglesia para que construyeran una capilla propia y otro lugar en el interior de la iglesia para que celebrasen sus cabildos.
En 1644 se fundó en la ermita de la Candelaria la Cofradía del Santo Cristo de las Penas, Triunfo de la Santa Cruz y Amparo de María Santísima. En 1675 se unió a la Hermandad de la Estrella, tiendo la sede en la capilla del Convento de la Victoria. En 1835 la hermandad se trasladó a la Iglesia del Convento de San Jacinto. En 1976 la Hermandad de la Estrella se trasladó a una capilla propia en la calle San Jacinto de Triana.
En la fachada de la Iglesia de San Jacinto hay un retablo cerámico de la Virgen de la Estrella, de Antonio Kiernam Flores de 1950.
En 1750 se fundó en esta iglesia la Cofradía del Santísimo Cristo de las Aguas y Nuestra Señora del Mayor Dolor. La Hermandad de las Aguas se trasladó a una capilla propia en 1982.

## Tala del ficus centenario
Dentro de los lindes de la parcela la iglesia hay un ficus traído por dominicos de Puerto Rico en 1913. A petición de la Asociación de Vecinos Triana Norte, en una junta municipal de distrito, se solicitó la retirada del árbol al Arzobispado de Sevilla alegando peligrosidad para los viandantes. Se puso como ejemplo el accidente del 19 de marzo de 2021, en el cual la caída de una rama provocó heridas a seis personas, incluyendo una vendedora de cupones que sufrió varias fracturas y la pérdida de un brazo. Tras esto, la Orden de los Dominicos solicitó al ayuntamiento la orden de apeo; y el ayuntamiento concedió permiso para la tala tras el visto bueno de la Comisión Provincial de Patrimonio Histórico de la Junta de Andalucía. La tala contó con el apoyo de 33 asociaciones del barrio, incluidas varias hermandades.
Entre 2016 y 2022 se produjeron 20 caídas de ramas de este árbol. Un análisis previo a la tala dejó de manifiesto varios problemas graves del espécimen:

- Corteza abultada y seca en rama de más de 70 centímetros de diámetro y tramo de 3,5 metros de longitud, con fendas (rajas en la madera) que delataban pudriciones internas.
- Aparición de raíces epígeas (aéreas descendiendo verticalmente) que se introducían sobre esas fendas aprovechando su humedad y provocando una autofagia del propio árbol (es decir, el árbol se alimenta de sí mismo). Una actividad natural del ficus que restaba estabilidad de las ramas.
- Presencia de numerosos hongos xilófagos de los géneros y especies Auricularia auricula-judae, Schizophyllum commune, Ganoderma sp y Biscogniauxia sp, y que dejan patente el avance futuro de las pudrición.

Poco después de conocerse la noticia de la tala, decenas de vecinos y residentes de la ciudad, así como miles de ciudadanos de toda España, expresaron su malestar y organizaron protestas conjuntas tanto presenciales como a través de las redes sociales. Estos vecinos alegaron falta de transparencia, los conocidos servicios ecosistémicos prestados por el ficus, así como el apego histórico o que no se haya tenido en cuenta a la Gerencia de Urbanismo para otorgar el permiso.
La tala del árbol se inició el día 16 de agosto ante la protesta pacífica de algunos vecinos de Triana. Ese mismo día, el juzgado de lo Contencioso Administrativo número 9 de Sevilla declaró hábil el mes de agosto para que se tramitase la petición de suspensión de la licencia para la tala del ficus de San Jacinto solicitada tanto por la Asociación Multisectorial de la Jardinería Andaluza (AMJA) como por la plataforma Ficus Vivo. Ese mismo día, el juzgado empezó a estudiar el recurso para suspender la licencia de la tala del ficus.
El miércoles 17 de agosto, tres integrantes de la plataforma En Defensa del Ficus de San Jacinto se subieron al árbol para impedir su tala. Fueron desalojados por los bomberos unas horas después. Ese mismo día, tras conocerse la decisión judicial de considerar el detener la tala, esos mismos trabajos se aceleraron.
El 17 de agosto se talaron todas las ramas del ficus y parte de su tronco.
A primera hora del 18 de agosto, el Juzgado de lo contencioso-administrativo Nº9 de Sevilla dio orden de paralización de la tala del ficus. De forma inmediata, el ayuntamiento paralizó la tala.
El 20 de agosto la Delegación de Parques y Jardines del ayuntamiento, para mantener con vida lo que quedaba del ficus, cubrió con arpillera las superficies cortadas para protegerlas del calor y se regaron sus raíces.